# Oude Oosterpoort
De Oude Oosterpoort, soms ook Waterpoort of Gevangenpoort genoemd, was een stadspoort in de Nederlandse stad Hoorn (Noord-Holland), waarvan alleen nog de zuidelijke poortmuur in de Kleine Sluis resteert.

## Geschiedenis
Volgens stadsschrijver Velius werd in 1426 begonnen met de aanleg van de eerste aarden wallen, met wachthuizen. In 1426 werd nog geen vermelding gemaakt van poorten, maar in 1484 werd wel melding gemaakt van een Oosterpoort, 27 jaar voor de bouw van de Oosterpoort. De bouw van de, toen nog, Oosterpoort begon in 1511. De bouwer was Heinrich Jansz. Wat hij nog meer gebouwd heeft en waar hij vandaan kwam, is niet bekend. Onder de poort is zwaar geheid, omdat de muren dik en zwaar zouden worden. De bouw vorderde traag, waardoor deze pas compleet was in 1538. Echter, in 1511 werd er wel al een rekening ingediend van 24 stuivers, van den Oesterpoert te decken. De poort werd dus in 1511 al wind en waterdicht gemaakt. De poort stond iets ten oosten van het kruispunt van het Grote Oost met het Kleine Oost en het Zon. Aan de landzijde van de poort werd de Kleine Sluis gebouwd, met daaroverheen de voorganger van de Kleine Oostbrug. Na de stadsuitbreiding van 1577 kwam de poort binnen de nieuwe stadsgrenzen te liggen. De poort deed dienst tot de voltooiing van de Nieuwe Oosterpoort in 1678. Die poort bestaat als enige van de vijf gebouwde poorten in Hoorn nog. De Oosterpoort staat aan het einde van het Kleine Oost, in het zicht van diens voorganger. De Oude Oosterpoort bleef behouden en staat daardoor op een aantal tekeningen en op de gevelsteen van het middelste Bossuhuis afgebeeld.
Na de bouw van de nieuwe Oosterpoort heeft de oude poort dienstgedaan als gevangenis voor onder andere militairen; vandaar de naam Gevangenpoort. Ook deed de poort dienst als gildehuis voor de chirurgijns en kleermakers. De Oude Oosterpoort is uiteindelijk in 1818 gesloopt, omdat de vijf poorten in de stad geen functie meer hadden en zij de stad daardoor geld kostten. De poort werd voor een bedrag van ƒ 3225 verkocht. In 1820 publiceerde Jan Frederik Gardner nog tekeningen in Oost-Indische inkt die hij mogelijk kort voor de sloop al had geschetst.
In 1980 organiseerden de Gemeente Hoorn en het Westfries Museum in de wachterswoning van de Oosterpoort een tijdelijke tentoonstelling over de beide Oosterpoorten. Het door Jack Buiten gemaakte schaalmodel van de Oude Oosterpoort werd toen met een kraan naar binnen gehesen, omdat de traptoren te nauw gebouwd was.

## Vormgeving
Qua vormgeving leek de Oude Oosterpoort op de Broederpoort in Kampen. De poort had vier hoektorens met ui-vormige helmdaken. De uien aan de landzijde waren groter dan die aan de stadzijde. De landzijde had nauwelijks versieringen, bestaande uit rondboogfriezen die tot aan de zijgevels doorliepen. De twee torens waren dikker en oogden daardoor robuuster dan de dunnere en hogere torens aan de stadszijde. In de 17e eeuw werd er een nieuwe top aan de stadzijde gebouwd. Boven de poort kwam een nieuwe gevelbekroning. In de voet van de nieuwbouw werd een gevelsteen ingemetseld met daarop het wapen van de stad. Op de steen staat de tekst:

Ano    Is dit
XVe    werck
XXXIII    volmact
Tussen de woorden staan de twee eenhoorns die het wapenschild vasthouden. Aan de landzijde had de poort schietgaten, om bij een eventuele aanval de stad te kunnen verdedigen.

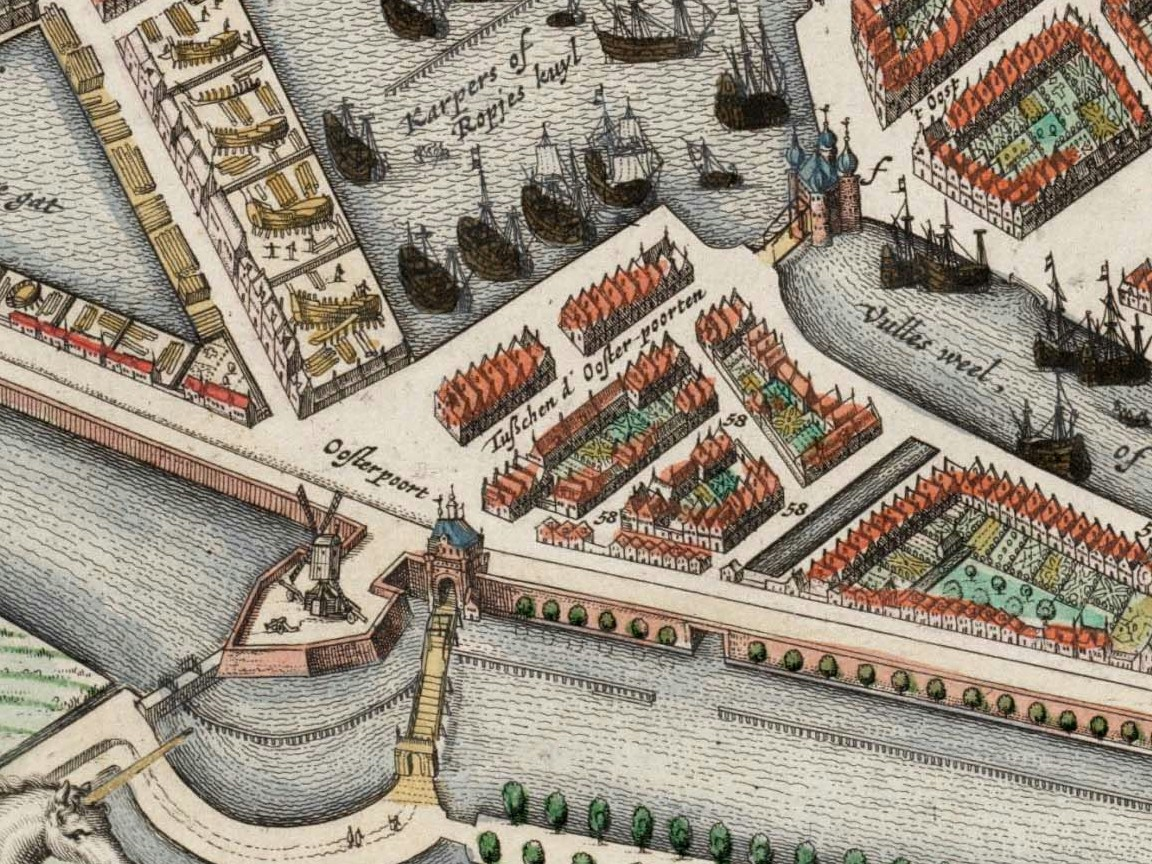
Kaart met daarop de beide Oosterpoorten. De oude rechts bovenin en de nieuwe links onderin.
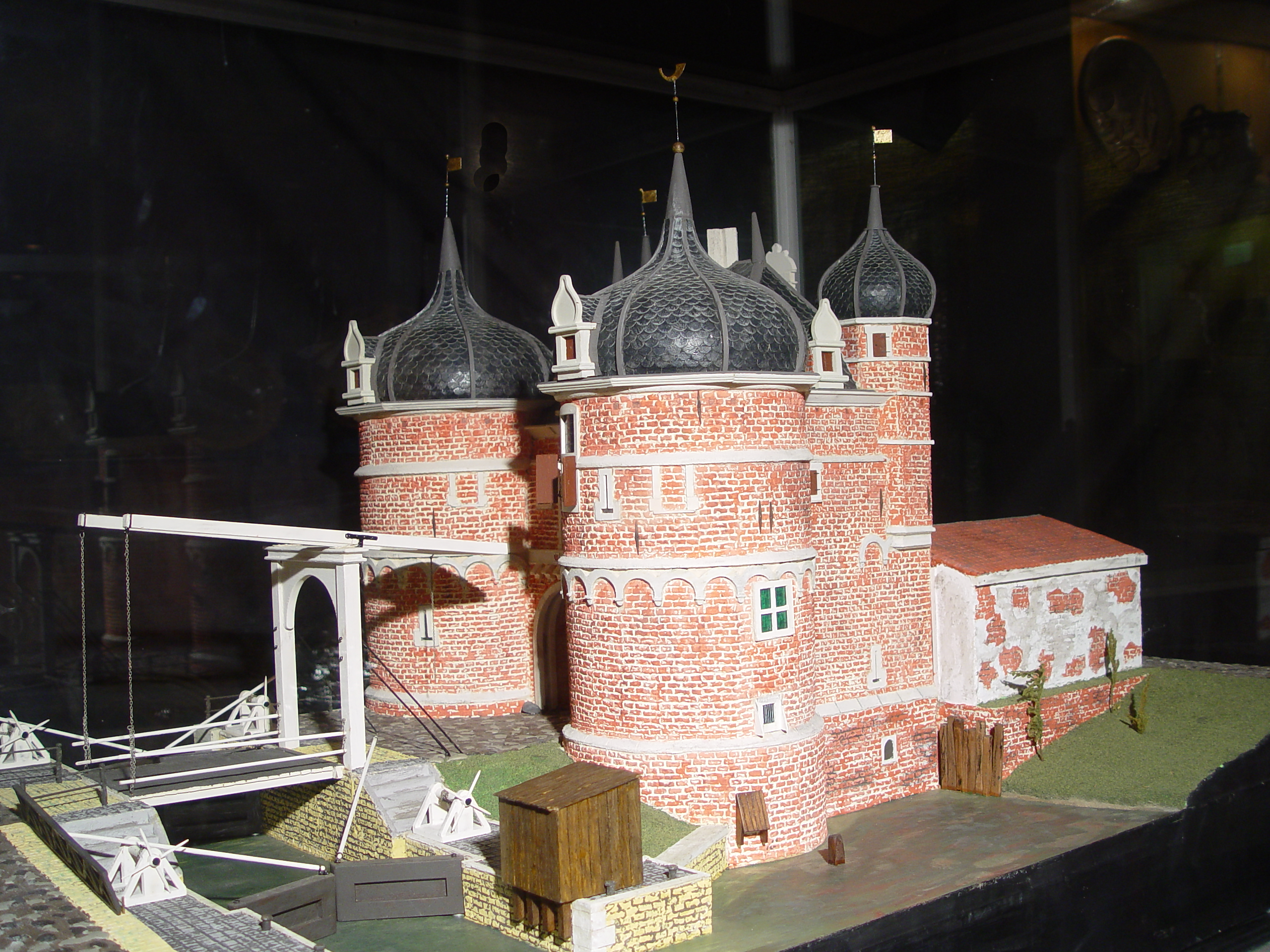
Schaalmodel in het Westfries Museum, gemaakt door Jack Buiten. De sluis bestaat nog steeds, de brug is vervangen door een metalen brug. Zie Kleine Oostbrug
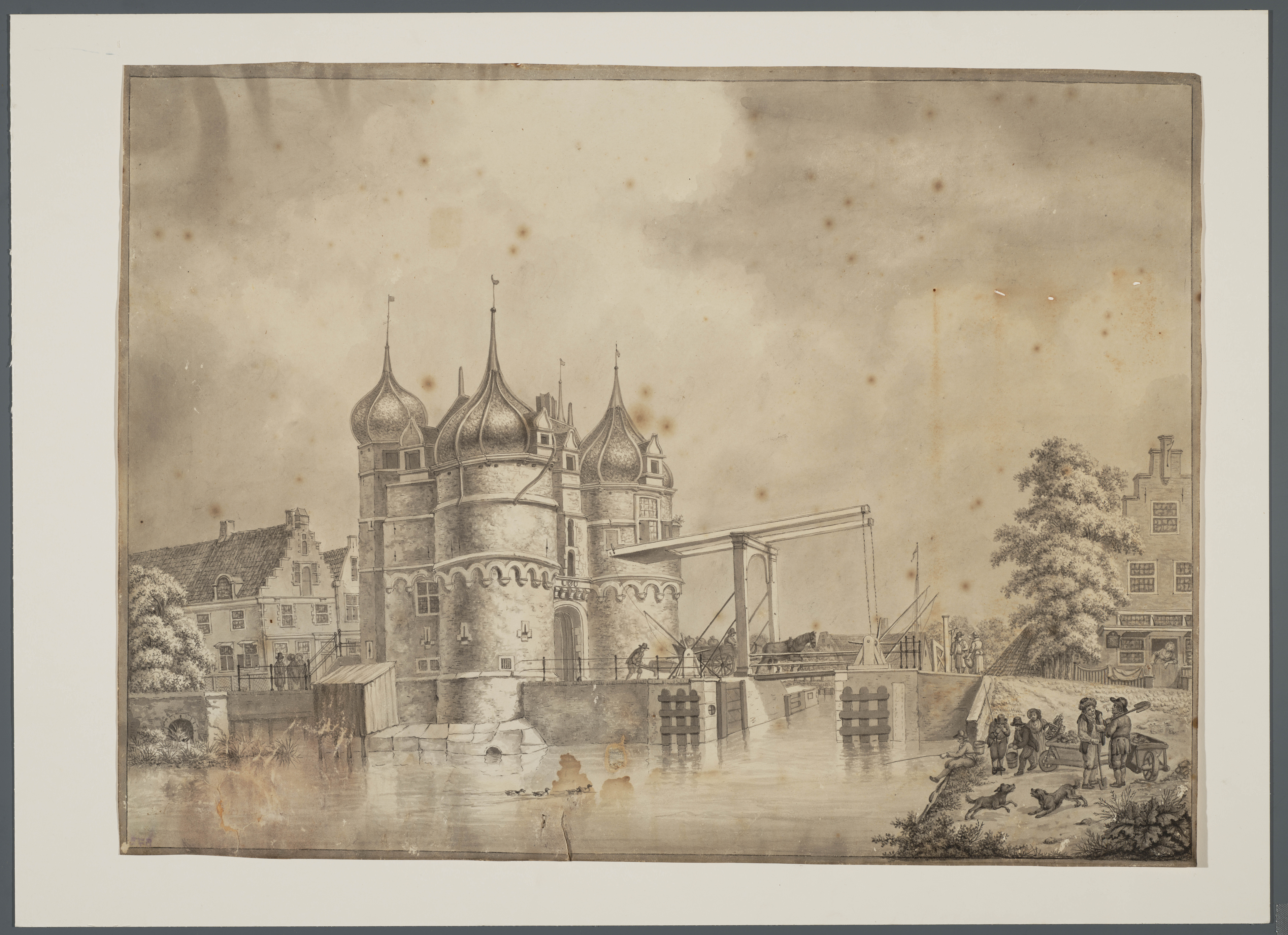
Gezien vanaf de haven door Jan Frederik Gardner, tussen 1818 en 1820.
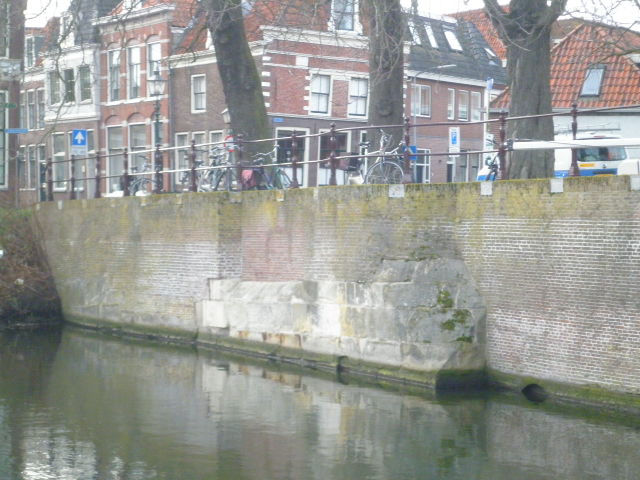
Muur van de Oude Oosterpoort nabij de Kleine Oostbrug en Kleine Sluis.
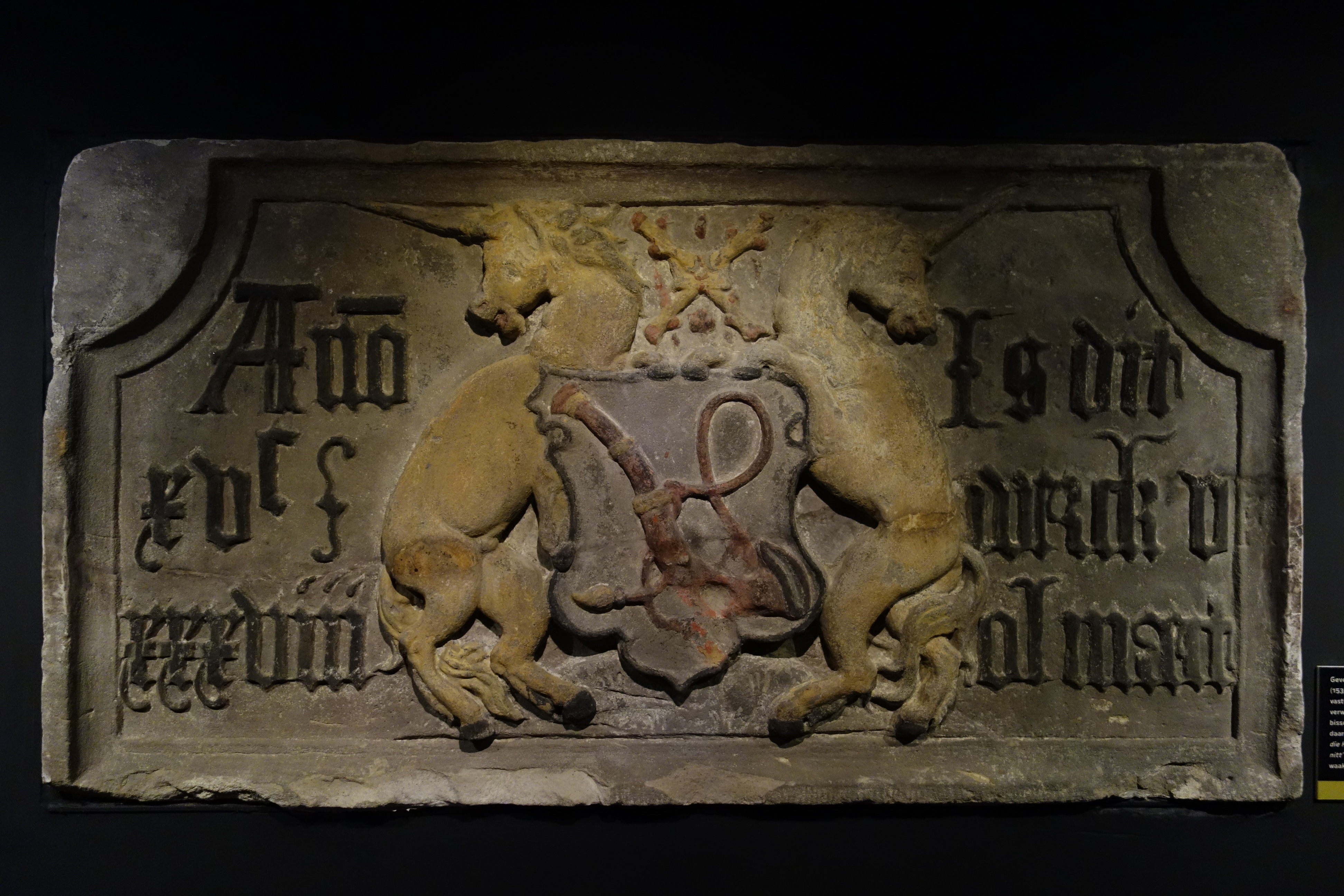
Gevelsteen uit de poort met het stadswapen, toont twee eenhoorns als schildhouders in plaats van de huidige een.
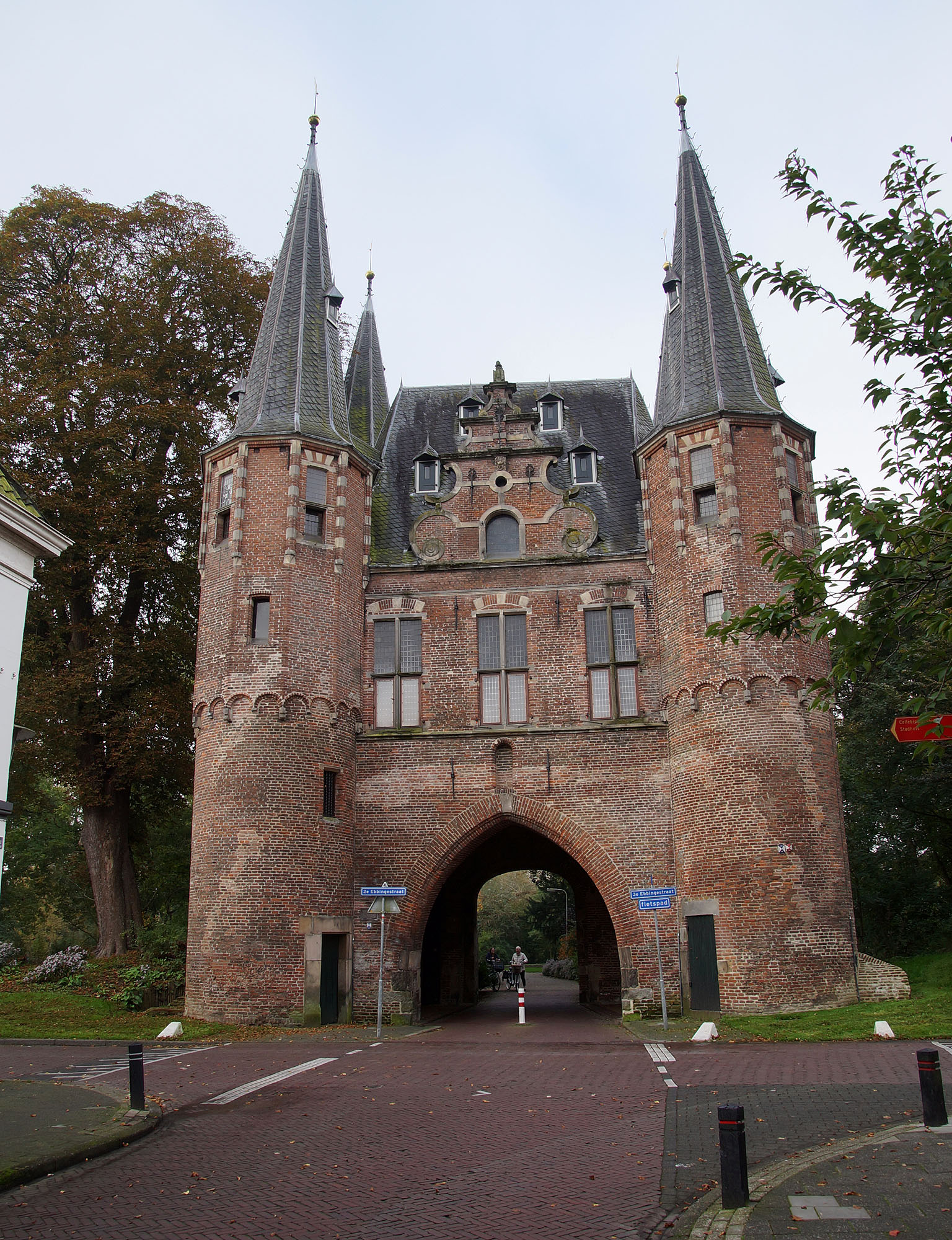
De Broederpoort in Kampen.